# 卡里耶谷

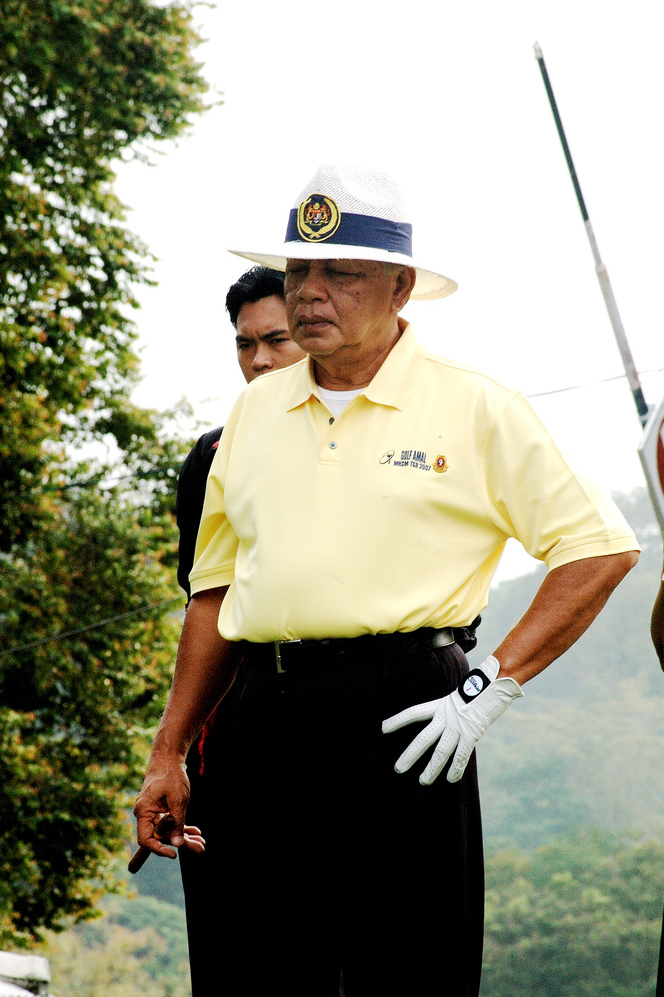
卡里耶谷打高尔夫球（2007年3月5日）

卡里耶谷（1937年12月29日—），马来西亚政治人物、巫统党员。

## 政治生涯
卡里耶谷在第四任首相马哈迪·莫哈末执政下曾担任新闻部长，后于2004年曾担任马六甲州元首。
2020年6月4日，卡里耶谷的马六甲州元首任期结束。此前曾传言前首相马哈迪的前政治秘书扎西（Zahid Md Arip）正在争取这个职位，但扎西在接受《当今大马》受询时拒绝回应。后职位由莫哈末阿里鲁斯旦取代。